# Bukowo Morskie
Bukowo Morskie [buˈkɔvɔ ˈmɔrskʲɛ] (tiếng Đức: Seebuckow) là một ngôi làng thuộc khu hành chính của Gmina Darłowo, thuộc quận Sławno, West Pomeranian Voivodeship, ở phía tây bắc Ba Lan. Nó nằm khoảng 9 kilômét (6 mi) phía tây nam Darłowo, 23 km (14 mi) phía tây Sławno và 156 km (97 mi) về phía đông bắc của thủ đô khu vực Szczecin.